# Grammitis blanchetii
Grammitis blanchetii là một loài dương xỉ trong họ Polypodiaceae. Loài này được C. Chr. A.R. Sm. mô tả khoa học đầu tiên năm 1990.